# Othon Vandenbroek
Othon Joseph Vandenbroek, nascut el 20 de desembre de 1758 a Ypres, Flandes Occidental i mort el 18 d'octubre de 1832 a Passy-lès-Paris, fou un músic flamenc. Fou un excel·lent intèrpret de corn i compositor en la seva època, estrenant algunes òperes a París, i produint moltes obres de cambra i simfòniques, així com diversos tractats didàctics i estudis per a trompa i altres instruments de vent.